# Lorentzen
Pour les articles homonymes, voir Lorentzen (homonymie).
Lorentzen [loʁɛntsən]  est une commune française située dans la circonscription administrative du Bas-Rhin et, depuis le 1er janvier 2021, dans le territoire de la Collectivité européenne d'Alsace, en région Grand Est.
Depuis 1793, cette commune se trouve dans la région historique et culturelle d'Alsace ; elle fait également partie du parc naturel régional des Vosges du Nord.

## Géographie

### Localisation
Lorentzen est située dans la vallée de l'Eichel, en Alsace Bossue, en bordure du parc naturel régional des Vosges du Nord. 
Sarre-Union se trouve à 7 km. L'A4 est distante de 12 km (échangeur  43 de Sarre-Union).
| Vœllerdingen | Dehlingen | Butten      |
| Domfessel    | Lorentzen |             |
|              |           | Diemeringen |

### Géologie et relief
La commune se compose de 31,30 hectares de territoires artificialisés (3,92 %), 700,94 hectares de territoires agricoles (87,73 %) et 67,06 hectares de forêts et milieux semi-naturels (8,39 %).
Espaces naturels :
- Sept espaces protégés hors Natura 2000 :

Engersbruehl. Terrain acquis (ou assimilé) par un Conservatoire d'espaces naturels,
Lorentzen. Arrêté de protection de biotope,
Engersbruehl  - parcelle en maitrise d'usage,
Vosges du Nord : Réserve de Biosphère, zone centrale; Réserve de Biosphère, zone tampon; Réserve de Biosphère, zone de transition; Parc naturel régional.
- Une zone naturelle d'intérêt écologique, faunistique et floristique (Znieff) :

Prés-vergers à Dehlingen, Lorentzen et Butten,
Prairies, vergers et vallons humides d'Alsace Bossue à Mackwiller et Thal-Drulingen,
Paysage agricole et forestier diversifié d'Alsace Bossue.
Le paysage est constitué de collines, comme le Kalkberg qui culmine à 301 m, dominées par les cultures qui occupent près de la moitié de la surface du ban communal et les prairies (un tiers).

### Hydrographie et les eaux souterraines
Hydrogéologie et climatologie : Système d’information pour la gestion de l’Aquifère rhénan, par le BRGM :
Territoire communal : Occupation du sol (Corinne Land Cover); Cours d'eau (BD Carthage),
Géologie : Carte géologique; Coupes géologiques et techniques,
 Hydrogéologie : Masses d'eau souterraine; BD Lisa; Cartes piézométriques.
La commune est dans le bassin versant du Rhin au sein du bassin Rhin-Meuse. Elle est drainée par le ruisseau l'Eichel, le ruisseau le Buttenbach, le ruisseau de Buchlach et le ruisseau l'Erlenbach,,.
L'Eichel, d'une longueur totale de 32,4 km, prend sa source dans la commune de Petersbach et se jette  dans la Sarre à Herbitzheim, après avoir traversé 16 communes. Les caractéristiques hydrologiques de l'Eichel sont données par la station hydrologique située sur la commune de Diemeringen. Le débit moyen mensuel est de 1,28 m3/s. Le débit moyen journalier maximum est de 18,8 m3/s, atteint lors de la crue du 6 mars 2020. Le débit instantané maximal est quant à lui de 41,1 m3/s, atteint le 8 avril 2022.
Le Buttenbach, d'une longueur de 17 km, prend sa source dans la commune de Rohrbach-lès-Bitche et se jette  dans l'Eichel sur la commune, après avoir traversé six communes. 

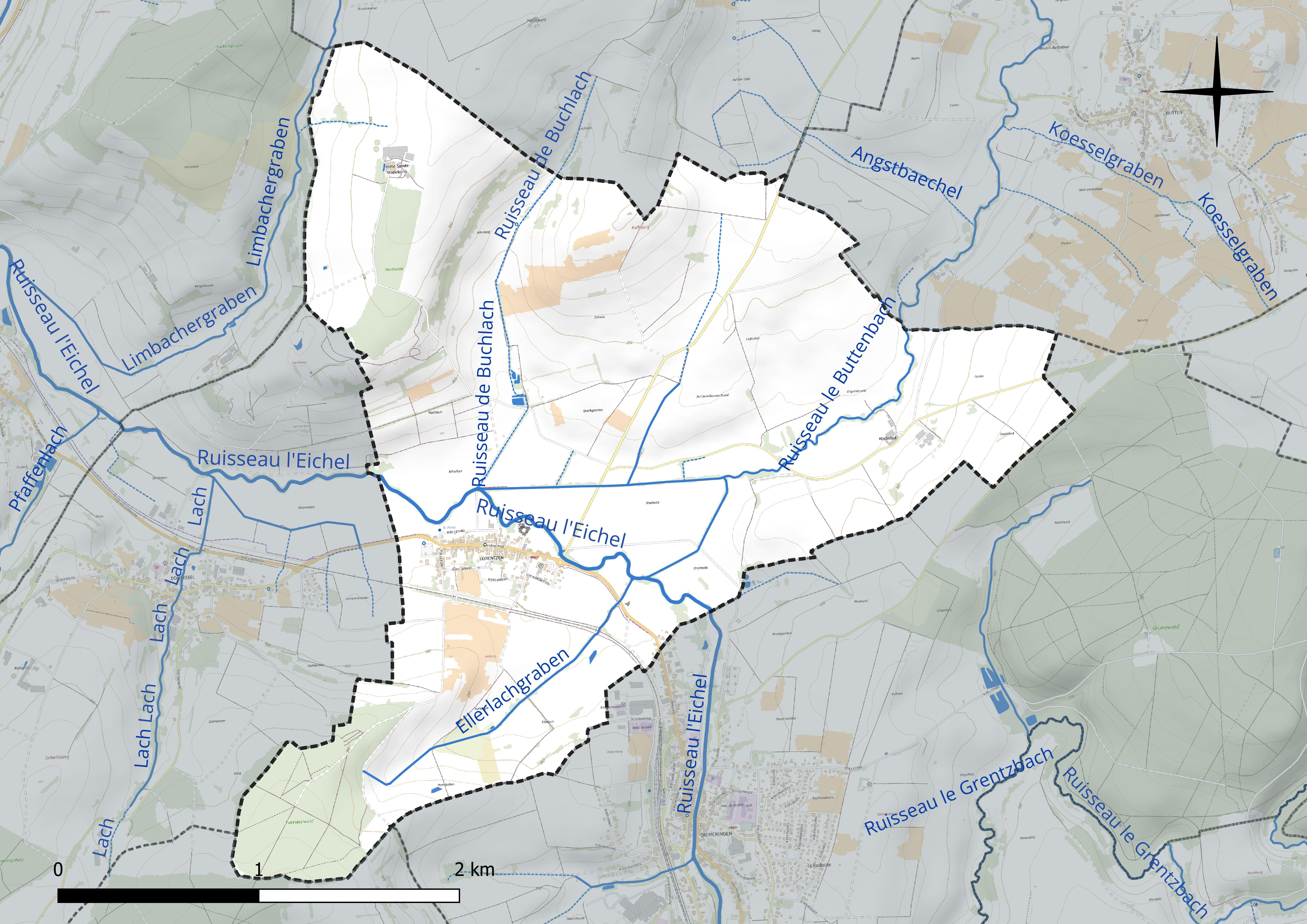
Réseau hydrographique de Lorentzen.

### Climat
Pour des articles plus généraux, voir Climat du Grand Est et Climat du Bas-Rhin.
En 2010, le climat de la commune est de type climat des marges montargnardes, selon une étude du Centre national de la recherche scientifique s'appuyant sur une série de données couvrant la période 1971-2000. En 2020, Météo-France publie une typologie des climats de la France métropolitaine dans laquelle la commune est exposée à un climat semi-continental et est dans la région climatique  Vosges, caractérisée par une pluviométrie très élevée (1 500 à 2 000 mm/an) en toutes saisons et un hiver rude (moins de 1 °C). 
Pour la période 1971-2000, la température annuelle moyenne est de 9,9 °C, avec une amplitude thermique annuelle de 17,1 °C. Le cumul annuel moyen de précipitations est de 890 mm, avec 11,5 jours de précipitations en janvier et 9,6 jours en juillet. Pour la période 1991-2020, la température moyenne annuelle observée sur la station météorologique de Météo-France la plus proche, « Berg », sur la commune de Berg à 6 km à vol d'oiseau, est de 10,4 °C et le cumul annuel moyen de précipitations est de 801,8 mm. 
La température maximale relevée sur cette station est de 37,4 °C, atteinte le 25 juillet 2019 ; la température minimale est de −16,8 °C, atteinte le 7 février 2012,,. 
Les paramètres climatiques de la commune ont été estimés pour le milieu du siècle (2041-2070) selon différents scénarios d'émission de gaz à effet de serre à partir des nouvelles projections climatiques de référence DRIAS-2020. Ils sont consultables sur un site dédié publié par Météo-France en novembre 2022.

## Urbanisme

### Typologie
Au 1er janvier 2024, Lorentzen est catégorisée commune rurale à habitat dispersé, selon la nouvelle grille communale de densité à sept niveaux définie par l'Insee en 2022.
Elle est située hors unité urbaine et hors attraction des villes,.

### Occupation des sols
L'occupation des sols de la commune, telle qu'elle ressort de la base de données européenne d’occupation biophysique des sols Corine Land Cover (CLC), est marquée par l'importance des territoires agricoles (87,7 % en 2018), une proportion sensiblement équivalente à celle de 1990 (87,6 %). La répartition détaillée en 2018 est la suivante : prairies (45 %), terres arables (42,7 %), forêts (8,4 %), zones urbanisées (3,9 %). L'évolution de l’occupation des sols de la commune et de ses infrastructures peut être observée sur les différentes représentations cartographiques du territoire : la carte de Cassini (XVIIIe siècle), la carte d'état-major (1820-1866) et les cartes ou photos aériennes de l'IGN pour la période actuelle (1950 à aujourd'hui).

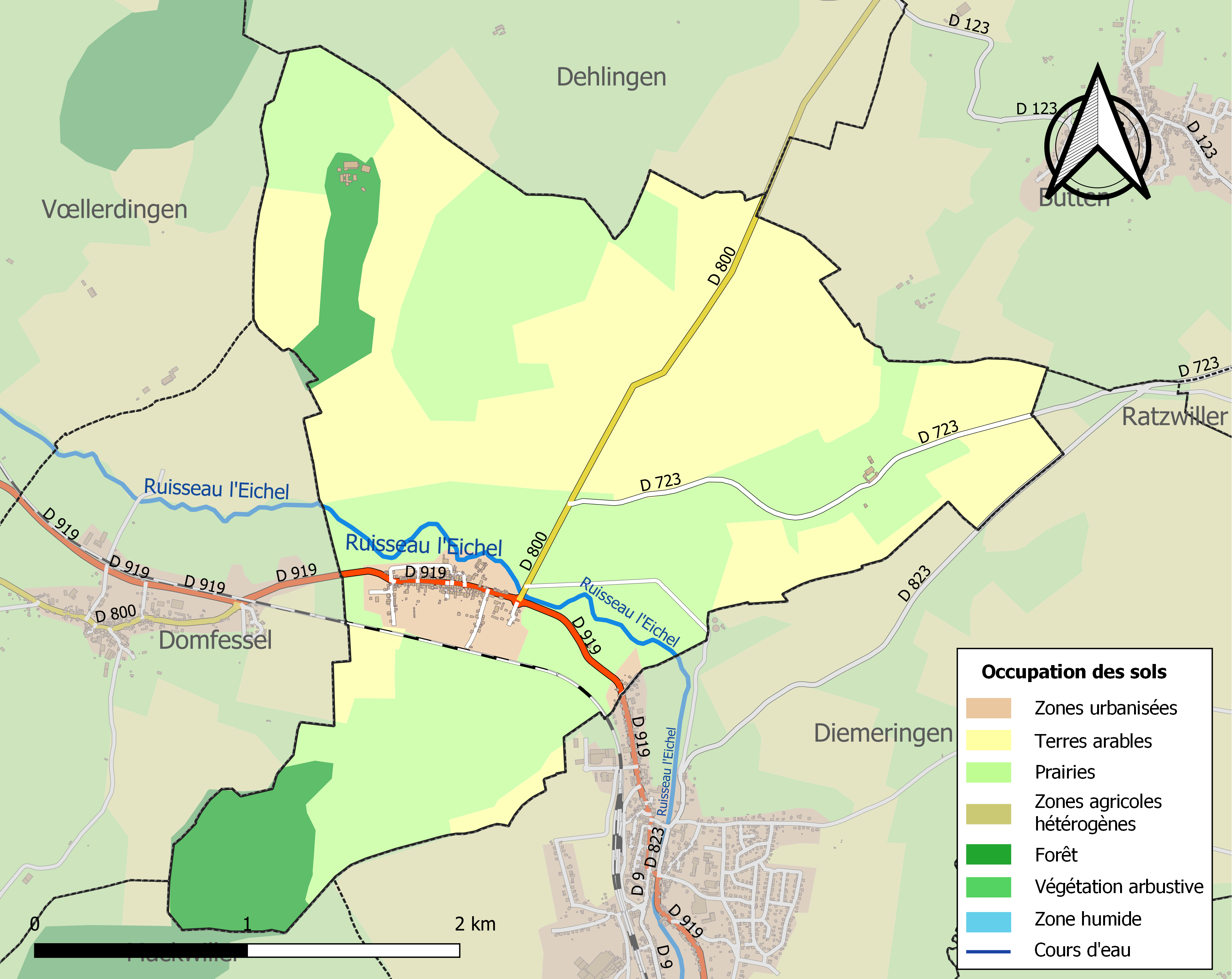
Carte des infrastructures et de l'occupation des sols de la commune en 2018 (CLC).

### Voies de communications et transports

#### Voies routières
Le village est traversé par la route départementale 919 (desserte régionale) qui mène de Haguenau à Sarreguemines ; la RD 8 mène à Rahling en Moselle. 

#### Transports en commun

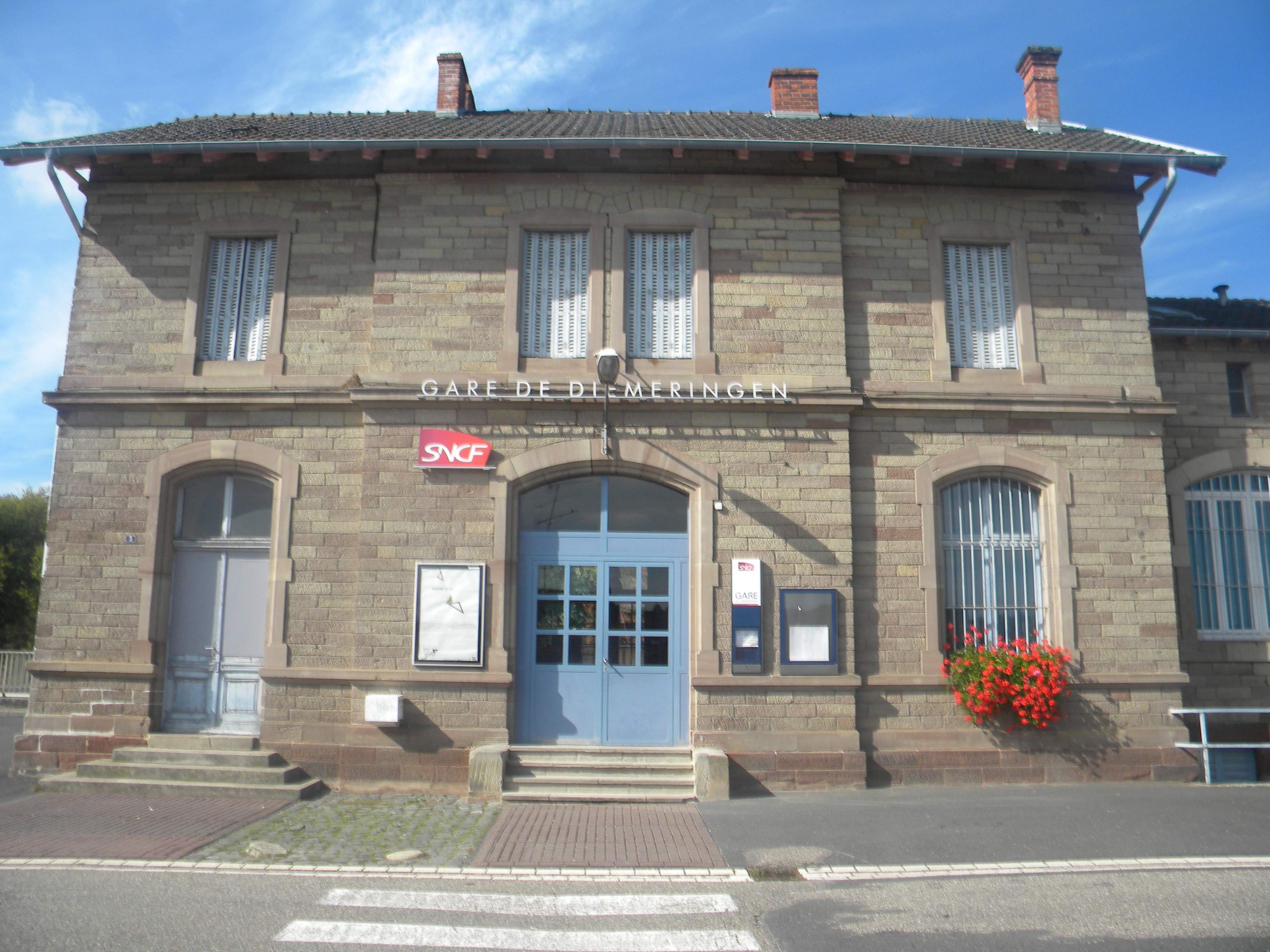
Gare de Diemeringen.

- Transports en Alsace.
- Fluo Grand Est.

##### SNCF
- La gare la plus proche est celle de Diemeringen (moins de 2 km) sur la ligne Strasbourg - Sarreguemines.
- Gare de Tieffenbach - Struth.
- Gare de Voellerdingen.
- Gare de Sarre-Union.
- Gare d'Oermingen.

### Risques naturels et technologiques
La commune est classée en zone de sismicité 2, correspondant à une sismicité faible.

## Toponymie
Attestée sous la forme Laurentio en 1361.
- D'un nom de saint Laurentius + une désinence germanique -en[30].
- Loränze en francique rhénan[31]. Lorenzen en allemand standard.

## Histoire
Avant 1793, la commune appartenait au comté de Sarrewerden, devenant par la suite alsacienne.
L'histoire de Lorentzen est étroitement liée à celle du château. Construit au début du XIVe siècle sous forme de Wasserburg par le comte Frédéric II de Saarwerden, le château est donné en partie en caution à l’archevêque de Trêves pour des raisons économiques. En 1527, il passe aux Nassau Saarebrucken par le mariage entre Catherine de Saarwerden et Johan Ludwig de Nassau Sarrebruck. À la suite de difficultés financières, il est tenu en bail pendant plus de 100 ans par la famille Steyss von Gornetz. À la fin du XVIIIe siècle, il est repris par la famille de Nassau Sarrebruck qui en fait le château douairière jusqu'à la Révolution. Il est vendu comme bien national en 1793 et est converti en exploitation agricole. Il appartient aujourd'hui à huit propriétaires différents qui se partagent neuf parties du château. En 2008, une partie du site castral est occupé par un C.I.N.E. (Centre d'initiative à la nature et à l'environnement). La grange à dîme du XVIe siècle accueille la partie pédagogique, l'ancien moulin du XVIe l'hébergement. Le projet conduit par la communauté de communes d'Alsace Bossue et réalisé par l'agence d'architecture dwpa, architectes est l'occasion d'une remise en valeur de tout l'espace central du village. Une micro-brasserie a ouvert dans l'ancienne brasserie « Lorentzator » du XIXe siècle située à proximité du château.
L'ancienne localité de Meditheldingen était située sur le ban de la commune et a disparu après 1350. Par ailleurs, la localité de Wersingen a disparu après le XVe siècle, sa chapelle existait encore en 1542.

## Politique et administration

### Découpage territorial

#### Commune et intercommunalités
Lorentzen adhère à la communauté de communes de l'Alsace Bossue.

### Élections municipales et communautaires

#### Liste des maires
| Période                                  | Période                   | Identité                                    | Étiquette | Qualité      |
| ---------------------------------------- | ------------------------- | ------------------------------------------- | --------- | ------------ |
| Les données manquantes sont à compléter. |                           |                                             |           |              |
| mars 1983                                | août 1995                 | Christian Weinstein                         |           |              |
| septembre 1995                           | mars 2008                 | Pierre Rauscher                             |           |              |
| mars 2008                                | En cours (au 31 mai 2020) | Dany Heckel, Réélu pour le mandat 2020-2026 |           | Ancien cadre |

### Budget et fiscalité 2023
En 2023, le budget de la commune était constitué ainsi :
- total des produits de fonctionnement : 252 000 €, soit 1 034 € par habitant ;
- total des charges de fonctionnement : 174 000 €, soit 715 € par habitant ;
- total des ressources d'investissement : 18 000 €, soit 74 € par habitant ;
- total des emplois d'investissement : 156 000 €, soit 639 € par habitant ;
- endettement : 118 000 €, soit 482 € par habitant.

Avec les taux de fiscalité suivants :
- taxe d'habitation : 13,91 % ;
- taxe foncière sur les propriétés bâties : 24,48 % ;
- taxe foncière sur les propriétés non bâties : 30,44 % ;
- taxe additionnelle à la taxe foncière sur les propriétés non bâties : 45,11 % ;
- cotisation foncière des entreprises : 16,35 %.

Chiffres clés Revenus et pauvreté des ménages en 2021 : médiane en 2021 du revenu disponible, par unité de consommation : 21 680 €.

## Équipements et services publics

### Enseignement
La commune est rattachée à l'académie de Strasbourg. Cette académie fait partie de la zone B pour son calendrier de vacances scolaires.
Établissements d'enseignements :
- École maternelle et primaire.
- Collèges à Diemeringen, Sarre-Union, Drulingen, Rohrbach-lès-Bitche.
- Lycées à Sarre-Union, Sarreguemines.

### Santé
Professionnels et établissements de santé :
- Médecins à Diemeringen, Sarre-Union, Oermingen, Drulingen.
- Pharmacies à Diemeringen, Sarre-Union, Drulingen, Herbitzheim.
- Hôpitaux à Sarre-Union, Sarralbe, Sarreguemines, Phalsbourg.

### Justice, sécurité, secours et défense
Lorentzen relève du tribunal d'instance de Saverne, du tribunal de grande instance de Saverne, de la cour d'appel de Colmar, du tribunal pour enfants de Saverne, du conseil de prud'hommes de Saverne, de la chambre commerciale du tribunal de grande instance de Saverne, du tribunal administratif de Strasbourg et de la cour administrative d'appel de Nancy.
La commune se trouve dans la circonscription de gendarmerie de la brigade de proximité de Sarre-Union.

## Population et société

### Démographie

#### Évolution démographique
L'évolution du nombre d'habitants est connue à travers les recensements de la population effectués dans la commune depuis 1793. Pour les communes de moins de 10 000 habitants, une enquête de recensement portant sur toute la population est réalisée tous les cinq ans, les populations de référence des années intermédiaires étant quant à elles estimées par interpolation ou extrapolation. Pour la commune, le premier recensement exhaustif entrant dans le cadre du nouveau dispositif a été réalisé en 2006.

En 2022, la commune comptait 230 habitants, en évolution de −3,36 % par rapport à 2016 (Bas-Rhin : +3,17 %, France hors Mayotte : +2,11 %).
| 1793 | 1800 | 1806 | 1821 | 1831 | 1836 | 1841 | 1846 | 1851 |
| ---- | ---- | ---- | ---- | ---- | ---- | ---- | ---- | ---- |
| 386  | 358  | 447  | 424  | 507  | 508  | 525  | 547  | 560  |

| 1856 | 1861 | 1866 | 1871 | 1875 | 1880 | 1885 | 1890 | 1895 |
| ---- | ---- | ---- | ---- | ---- | ---- | ---- | ---- | ---- |
| 518  | 515  | 521  | 535  | 513  | 486  | 485  | 447  | 473  |

| 1900 | 1905 | 1910 | 1921 | 1926 | 1931 | 1936 | 1946 | 1954 |
| ---- | ---- | ---- | ---- | ---- | ---- | ---- | ---- | ---- |
| 448  | 453  | 451  | 475  | 461  | 434  | 378  | 376  | 348  |

| 1962 | 1968 | 1975 | 1982 | 1990 | 1999 | 2006 | 2011 | 2016 |
| ---- | ---- | ---- | ---- | ---- | ---- | ---- | ---- | ---- |
| 315  | 334  | 278  | 290  | 281  | 265  | 211  | 209  | 238  |

| 2021 | 2022 | - | - | - | - | - | - | - |
| ---- | ---- | - | - | - | - | - | - | - |
| 235  | 230  | - | - | - | - | - | - | - |

### Manifestations culturelles et festivités
- Kirb (fête du village) : le dimanche avant le 11 novembre.

### Cultes
- Culte protestant, Paroisse de Domfessel (Lorentzen, Voellerdingen)[45].
- Culte catholique, Communauté de Paroisses Clochers du Kirchberg[46], Diocèse de Strasbourg.

## Économie

### Entreprises et commerces

#### Agriculture
- Culture et élevage associés.
- Élevage d'autres bovins et de buffles.
- Culture de céréales, de légumineuses et de graines oléagineuses.

#### Tourisme
- Restauration de type rapide.
- Chambres d'hôtes, Gîtes ruraux à Domfessel, Rahling, Burbach, Soucht.

#### Commerces
- Commerces et services de proximité[47].
- Exploitation de gravières et sablières, extraction d'argiles et de kaolin.

## Culture locale et patrimoine

### Lieux et monuments

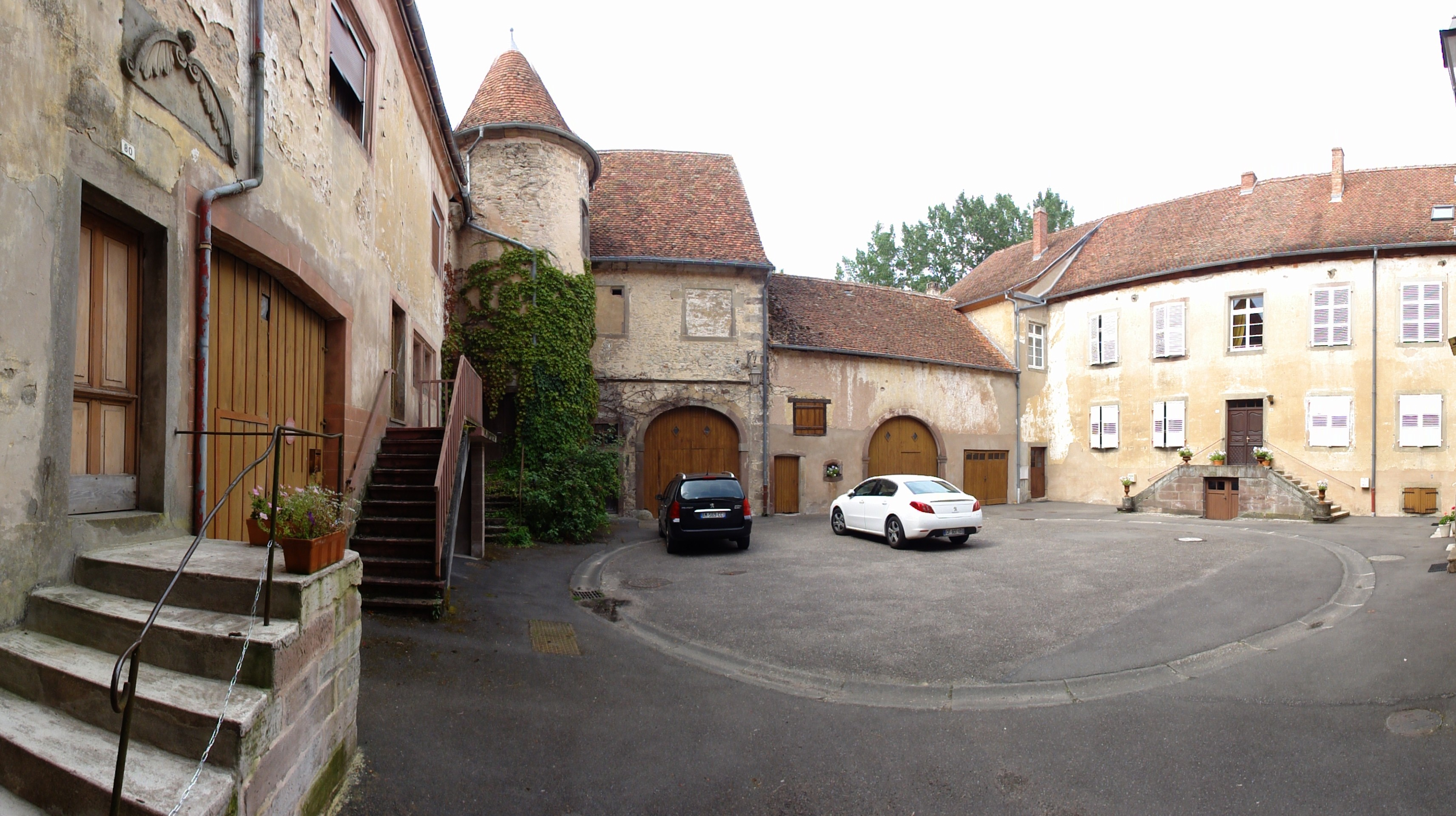
Cour du château.
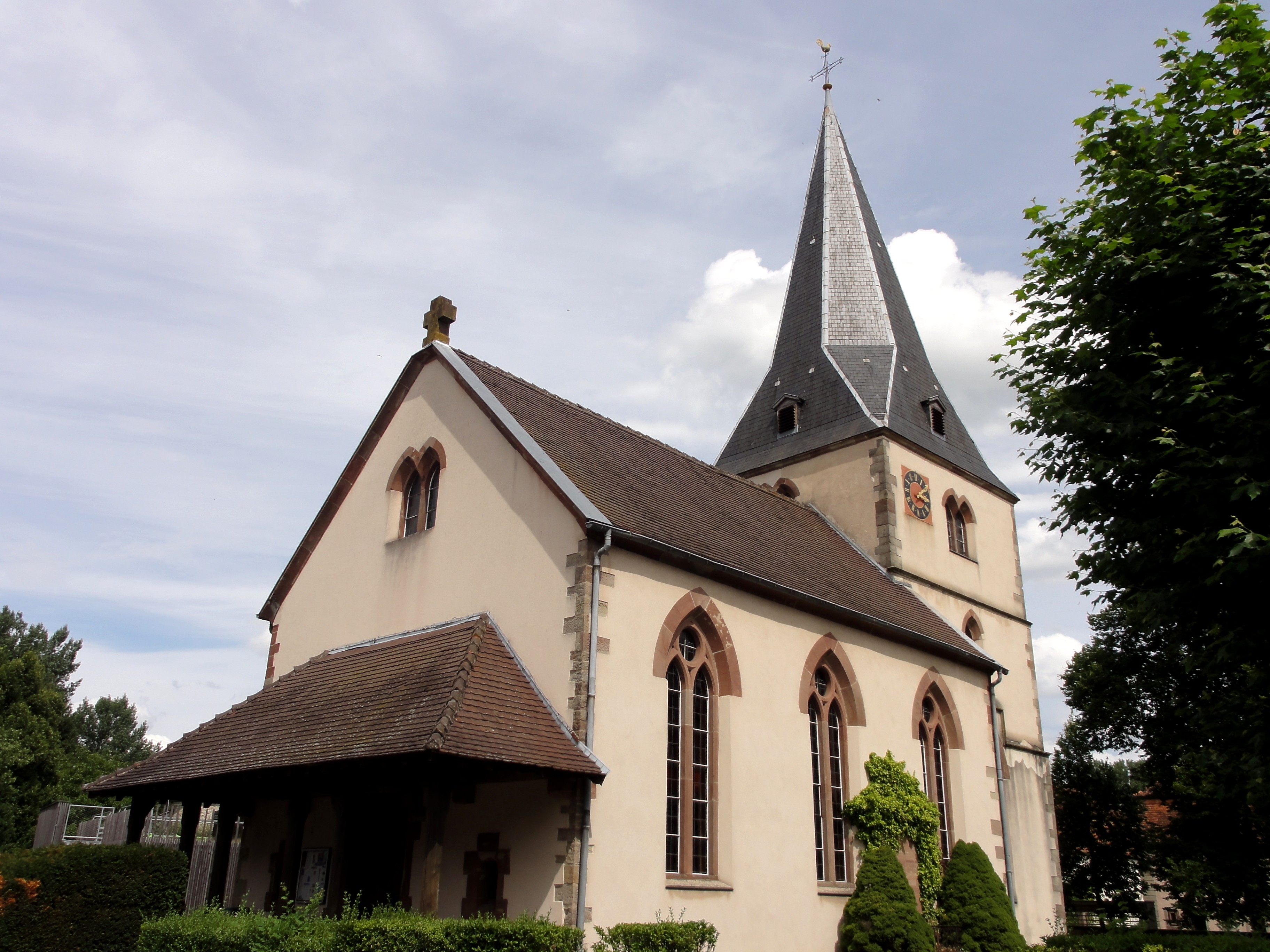
Église protestante (XVIe-XIXe).
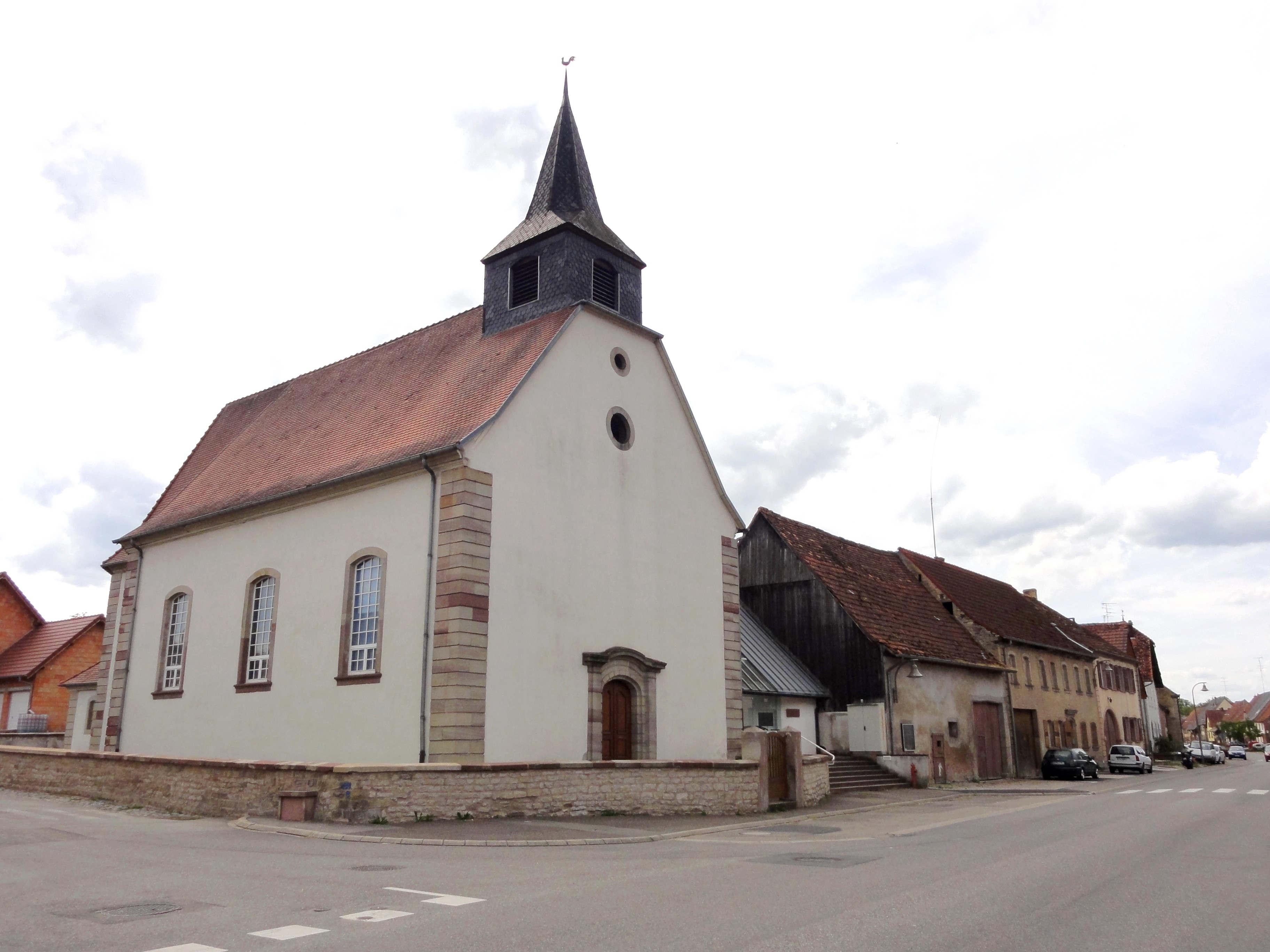
Ancienne église Saint-Laurent (1769), dite salle Stengel.
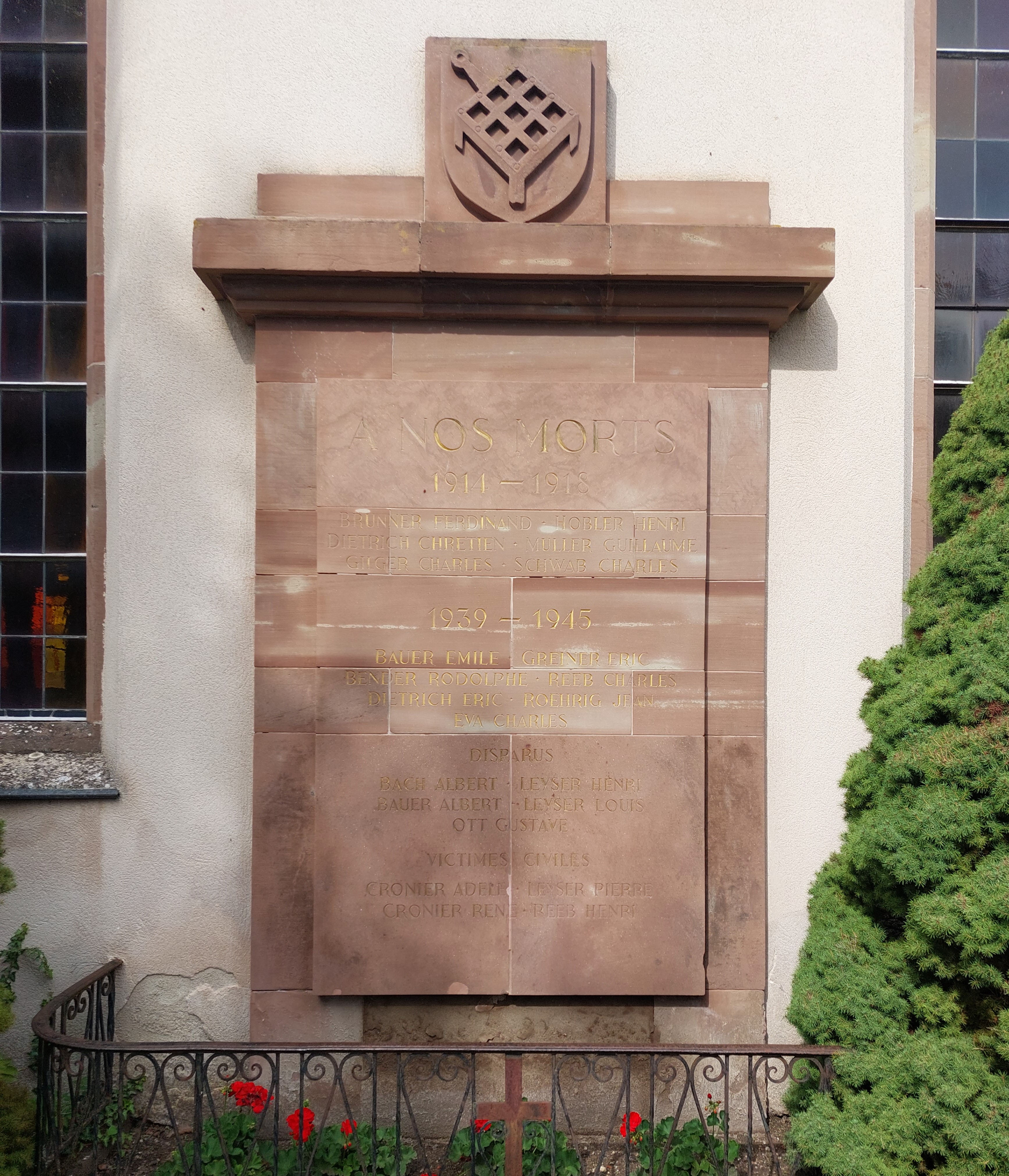
Monument aux morts.

#### Patrimoine religieux
- L'église Saint-Laurent[48],[49].

Mobilier de l'église.
Orgue de 1958, d'Ernest Muhleisen.
Cloche de Gachot Georges (fondeur), de 1769.
- Croix de cimetière[53].
- Presbytère de protestants[54].
- Monument aux morts[55] : Conflits commémorés : Guerres 1914-1918 - 1939-1945.

#### Autres patrimoines

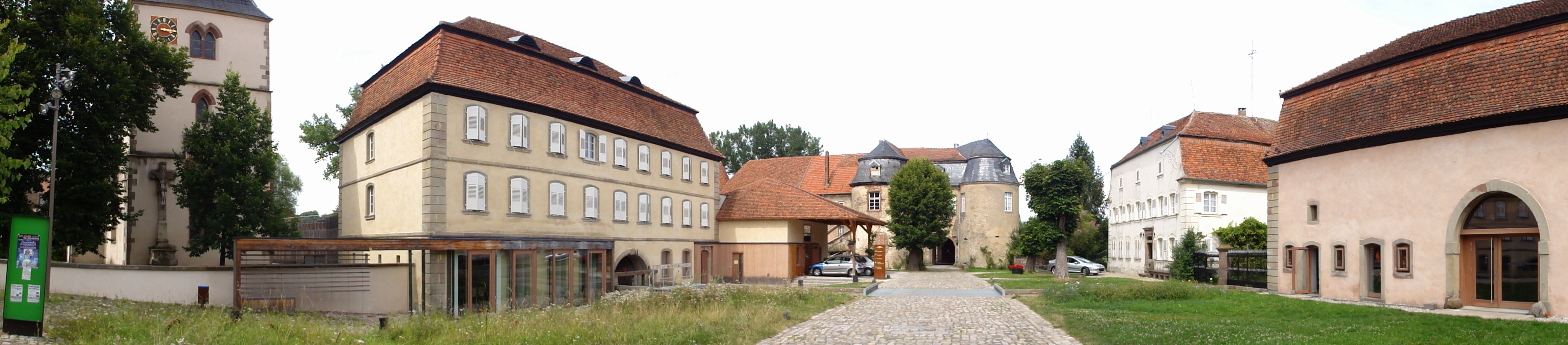
Château de Lorentzen.

- Le site castral.
- Château privé[56],[57],[58].

Les communs de 1728 transformés en moulin en 1787.
Grange aux dîmes de 1770
- La salle Stengel, ancienne église catholique.
- Deux fermes à l'écart du village :
  - Ferme Sainte-Madeleine (accès par Domfessel)[61] ;
  - Ferme Waderhof (en direction de Montbronn)[62].
- Moulin à farine et à huile, puis minoterie[63].
- Ancienne brasserie[64].
- Ancienne maison de tonnelier[65]
- Maison de forestier[66]
- Mairie, école[67].

### Patrimoine naturel
- La commune est inscrite dans le périmètre de la réserve de biosphère transfrontalière des Vosges du Nord-Pfälzerwald, et fait partie du parc naturel régional des Vosges du Nord[68].
- Jardin du château[69].

### Héraldique
| Blason de Lorentzen | Blason  | D'argent au gril de sable posé en bande. |
| Blason de Lorentzen | Détails |                                          |